# Святогірськ (станція)
Святогі́рськ (до 1970 — Святогірська, у 1970—2003 роках — Слов'яногірськ) — вузлова стикова проміжна станція 4-го класу Лиманської дирекції Донецької залізниці на лінії 390 км — Лиман між станціями Тропа (7 км), Букине (13 км) та Форпостна (13 км).
Розташована у Краматорському районі Донецької області за 5 км від центра міста Святогірськ.

## Галерея

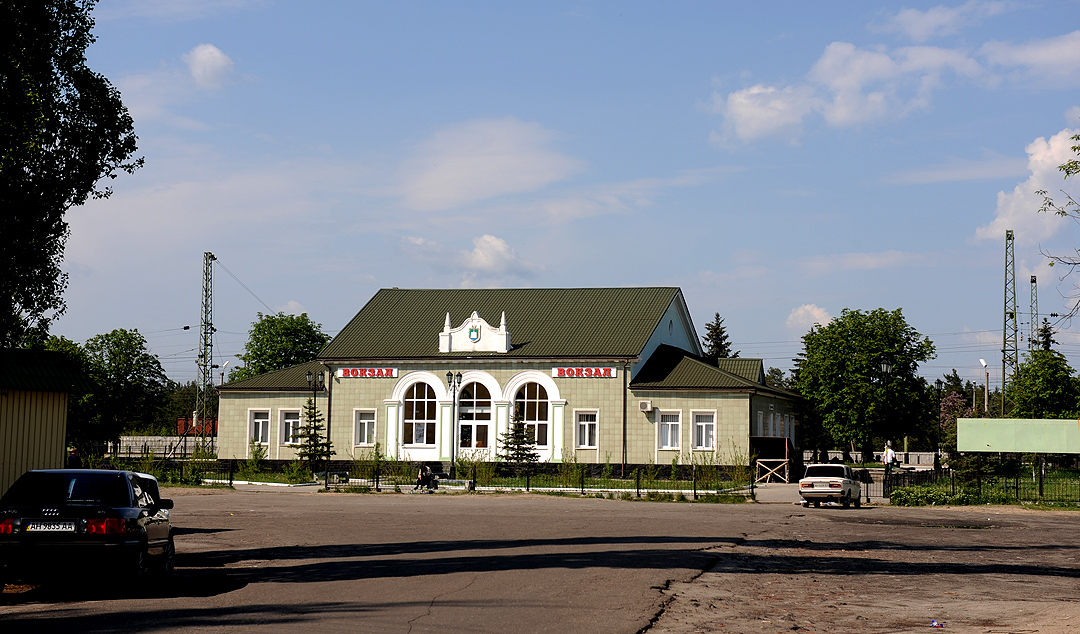
Залізничний вокзал
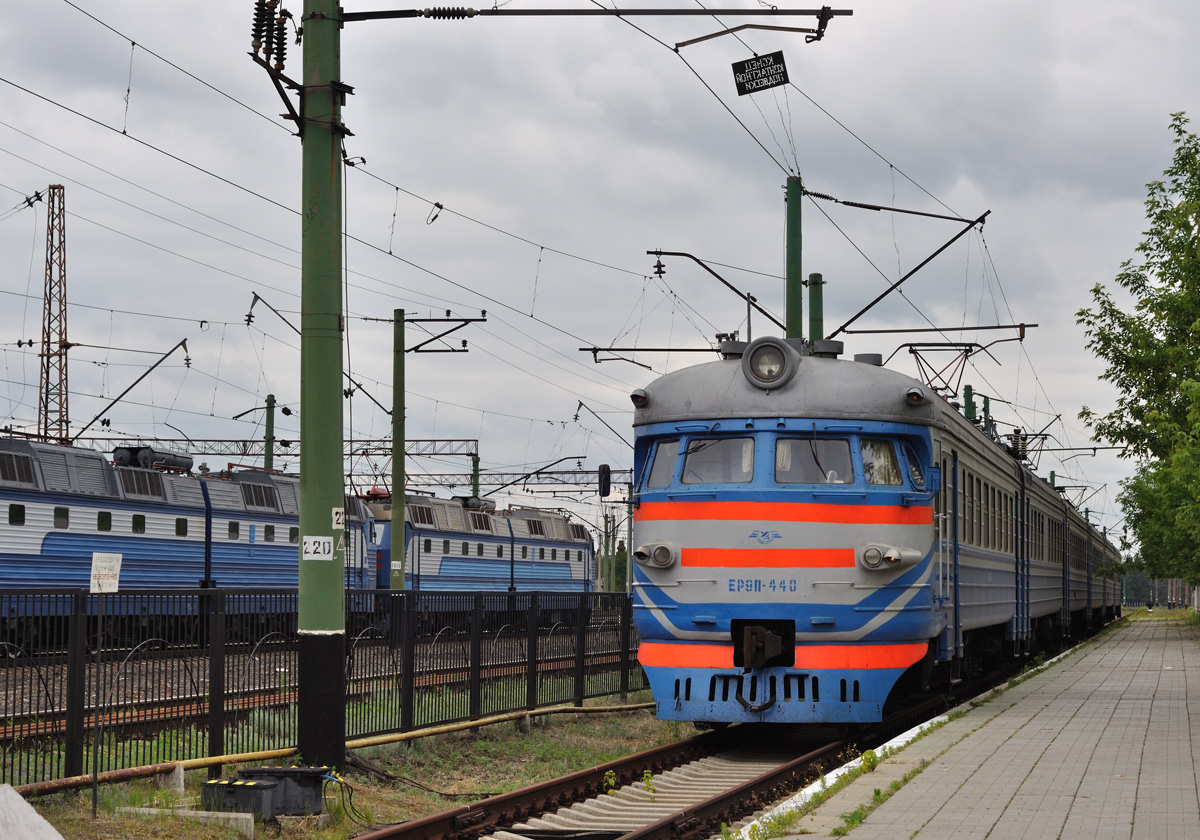
Електровози постійного струму ЧС7 та електропоїзд змінного струму ЕР9П на ст. Святогірськ